# Heteroperreyia
Heteroperreyia – rodzaj błonkówek z rodziny Pergidae.

## Zasięg występowania
Przedstawiciele tego rodzaju występują w Ameryce Płd. od Brazylii na płn. po Argentynę i Chile na płd.

## Systematyka
Do  Heteroperreyia zaliczanych jest 8 gatunków:
- Heteroperreyia costata
- Heteroperreyia hubrichi
- Heteroperreyia jorgenseni
- Heteroperreyia nigerrima
- Heteroperreyia pseudoleprieuri
- Heteroperreyia rensita
- Heteroperreyia setava
- Heteroperreyia sordida